# Bornemissza Gergely
Bornemissza Gergely (Pécs, 1526 – Konstantinápoly, 1555) deák, végvári vitéz, egri várkapitány.

## Élete
Pécsi kovácsmester fiaként nevelkedett. Kétszer házasodott, összesen hat gyermeke született. Az első feleség, Fighedi Oláh Erzse (Fügedi Erzsébet) 1554 januárjában már egy éve alkalmasint halott volt, amikor az egri vitéz megülte lakodalmát az egri várban Sygher (Sigér) Dorottyával. Bornemissza János nevű gyermeke (aki Gárdonyi művében Jancsikaként szerepel) – feltételezhető – e második házasságból született.
1552-ben hadnagy a töröktől ostromlott Eger várában. Tinódi szerint különösen tűzszerészi leleményességével tűnt ki, és agyafúrt ötleteivel jelentősen hozzájárult a védők győzelméhez.
Az egri vár hadnagya találta ki a tüzes kereket. Egy malomkerék két oldalát deszkával befedték, a belsejét megtöltötték gyúlékony anyaggal, kívül szurokfáklyákat, töltött puskákat szereltek rá, s meggyújtva legörgették az ellenségre.
Serén vala Gergely deák dolgába,

Hordót, kereket ő hamar hozata,

Kerék küllőit deszkákval burítá,

Töltött puskákat beléje alkota.
Talám ily fortélt kevés embör látott,

Gergöly deák mint szörzé ez bölcs dolgot,

Puskákkal, szakállasokkal nagy hordót

Tölte forgácsval, kénkőt, faggyút, szurkot.
Ezt nehezen az bástyára tolyatá,

Felgyújtatá, árokban taszíttatá,

Hordó, kerék fut széllel az árokba,

Az terekök vesznek, futnak az sáncba.
1553. február elején Mekcsey István egri várnagy a nehéz napok fáradalmait otthonában óhajtván kipihenni, Várkony faluba érkezett. Itt „útra való segítségöt kére”, fát, s egyéb szekereket követelt a falubeliektől, akik nemhogy nem adtak neki, hanem fegyverrel a kezükben ellenálltak. Az egyik paraszt fejszével homlokon sújtotta, azután dárdával leszúrták. Bornemissza Gergely deák Mekcsey haláláért „nagy siralmat szerze várkoni póroknak”, de a gyilkost nem tudta kézre keríteni.
1553. március 13-án, Dobó István leszámolása után Bornemissza Gergely átvette az egri vár és a püspöki javadalmak kezelését. A vár újjáépítése során ő tervezte és építtette a Gergely-bástyát.
Az egri vár védelmében való kimagasló helytállásáért 1553-ban két királyi birtokadományban részesült, melyek közül egyikként az Abaúj megyei Léh falut nyerte el.
1554 októberében a füleki basa martalócait megkísérelte feltartóztatni; Keresztesnél, Csincse határában útjukat állta és megütközött velük. A hatvani bég Pásztó környéki fosztogatására október 17-én vonultak ki az egriek, de vállalkozásuk balul ütött ki. A törökök Bornemisszát negyvenedmagával elfogták, és rövid budai raboskodás után – mivel Dobó nem volt hajlandó kicserélni egy előkelő török foglyát – november 3-án elindították Konstantinápolyba.  December 12-én érkezett meg, ahol a Héttorony erődbörtönben raboskodott. Bornemissza a fogságban is bátran viselkedett: nem adta ki az egri vár titkait, hiába próbálták erről faggatni. Felesége, Sygher Dorottya 1555 januárjában levélben kérte Nádasdy Tamás nádort, járjon közbe szabadulása érdekében. A közbenjárás sikertelen volt. Ahmed pasa, Eger várának sikertelen ostromlója kötél általi halállal végeztette ki Bornemissza Gergelyt. Egyes források szerint ez csak néhány nappal Ahmed pasa szeptember 29-i selyemzsinórja előtt történt. Bornemissza jelképes sírhelye az egri vár Bebek-bástyájánál van.
Fia, Bornemissza János parancsnoki rangban nyújtott segítséget a lengyeleknek az oroszok elleni harcokban, Báthory István lengyel uralkodása idején.
Bornemissza Gergely alakja ma leginkább Gárdonyi Géza Egri csillagok című történelmi regényéből ismert, melynek ő a főhőse, és az Egri harangokból, amely a Gárdonyi-mű folytatása.